# En försvunnen värld (film, 1960)
En försvunnen värld (engelska: The Lost World) är en amerikansk äventyrs-science-fiction-film från 1960 i regi av Irwin Allen. Manuset är löst baserat på romanen med samma titel från 1912 av Arthur Conan Doyle.

## Rollista i urval
- Michael Rennie – Lord John Roxton
- Jill St. John – Jennifer Holmes
- David Hedison – Ed Malone
- Claude Rains – Professor George Edward Challenger
- Fernando Lamas – Manuel Gomez
- Richard Haydn – Professor Summerlee
- Ray Stricklyn – David Holmes
- Jay Novello – Costa
- Ian Wolfe – Burton White
- John Graham – Stuart Holmes
- Colin Campbell – Prof. Waldron